# Asana
Asana (Асана) — мобильное и веб-приложение для управления проектами в командах. Проект был основан в 2008 году сооснователем Facebook Дастином Московицем и экс-инженером Джастином Розенштейном. До этого Дастин и Джастин работали над увеличением продуктивности сотрудников в компании Facebook. Продукт был запущен в продажу в апреле 2012 года. В сентябре 2020 года после прямого листинга компания была оценена в 5,5 миллиардов долларов.

## История компании
Соучредители Asana встретились в Facebook, где Московиц, соучредитель Facebook и вице-президент по разработке, и его коллега Розенштейн создали инструмент повышения производительности под названием Tasks. В 2008 году Московиц и Розенштейн покинули Facebook и основали Asana (что в переводе с санскрита означает «сидячая поза»). Первая официальная бесплатная бета-версия была запущена в ноябре 2011. Весной 2012 года компания закрыла ангельский инвестиционный раунд на $1.2 млн. В число первых инвесторов входили Рон Конвей, Питер Тиль, Митч Капур, Оуэн ван Натта, Шон Паркер и бывший директор мобильного подразделения Facebook Джед Стремел, сопровождавший, в дальнейшем, сделку по привлечению $9 млн инвестиций раунда A в фонде Benchmark Capital (сделка прошла в конце ноября 2011 года). 23 июля 2012 года Asana объявила о новом раунде привлечения инвестиций — Питер Тиль и фонд Founders Fund, совместно с венчурными фондами Benchmark, Andreessen-Horowitz, и Митчем Капуром вложили $28 млн. Питер Тиль также вошёл в состав совета директоров компании Asana. Опираясь на оценку New York Times и вложения инвесторов на предыдущих раундах инвестирования, текущая капитализация компании составляет порядка $280 млн.
Среди значимых клиентов Asana такие компании как Airbnb, Dropbox, Disqus, Foursquare, Pinterest, Stripe, Aimia, General Electric, Lets Rent и Uber, Playrix.
30 сентября 2020 года, компания вышла на Нью-Йоркскую фондовую биржу. Разработчик софта для управления проектами отказался от IPO и провел прямой листинг. Около 30 млн акций класса А продадут действующие акционеры компании. По итогам размещения на бирже компанию оценили в $5,2 млрд, хотя все время своего существования она оставалась убыточной. Торги открылись по цене акции в размере $27 за штуку, а к закрытию цена составила $29,48 за акцию.

## Продукт
Asana представляет собой SaaS-приложение для небольших компаний и индивидуального использования, обладающее всем необходимым набором возможностей для успешного ведения небольших проектов. Основной акцент создатели сервиса делают на том, что теперь управлять проектами возможно и без использования электронной почты.
Концепция работы с приложением Asana проста и напоминает большинство систем подобного назначения. Каждая команда может создать для себя удобное рабочее пространство (workspace). Каждое рабочее пространство может включать в себя множество проектов, а каждый проект, в свою очередь, множество задач. Пользователи, имеющие на то полномочия, могут дополнять задачу, добавлять комментарии и теги, прикреплять к задаче файлы. Также Asana дает пользователям возможность подписаться на интересующие его задачи. В случае изменения или закрытия такой задачи все подписчики моментально получат соответствующее уведомление.
В мае 2013 г. Asana запустила раздел Организации (Organizations), что позволило компании стать ближе к большим корпоративным заказчикам. «Организации» добавили в Asana возможность командного онлайн-просмотра и редактирования задач, автоматическое включение новых сотрудников в состав команд, а также широкие административные полномочия, предназначенные для разграничения прав сотрудников.
В январе 2015 г. Asana выпустила мобильное приложение для платформы Android.

## Оценки
Асана дважды получила 4,5 балла из 5 от журнала PC Magazine. В 2017 году Asana было названа редакцией «одним из лучших приложений для совместной работы и повышения производительности для команд». Журнал также отметил его «продуманный дизайн, плавные интерактивные элементы и щедрое количество участников».
В 2021 году Inc. включила Asana в свой ежегодный список компаний с лучшими рабочими местами. Fast Company назвала Asana 15-й самой инновационной компанией и добавила компанию в свой список Brands That Matter.

## Пост-email приложение
В июне 2012 года Asana представила новый раздел системы, названный «Входящие» (Inbox, в оригинале). Это набор функций, разработанный и запущенный с целью минимизировать общение пользователей Asana по электронной почте. Утверждается, что это лишь первый шаг в сторону «пост-email приложений». С помощью раздела «Входящие» пользователи Asana могут «обновлять задачи проекта, комментировать их, менять контрольные даты и делать практически все, для чего раньше была нужна электронная почта».

## API
В апреле 2012 г., Asana представила публичный API для сторонних разработчиков. У Asana появилась возможность интегрироваться с широко распространенными инструментами повышения продуктивности, такими как Dropbox, Evernote, Google Диск, Harvest, Instagantt, Jira, Zendesk, DigiSpoke и многими другими.